# Pseudomeloe haemopterus
Pseudomeloe haemopterus is een keversoort uit de familie van oliekevers (Meloidae). De wetenschappelijke naam van de soort is voor het eerst geldig gepubliceerd in 1864 door Philippi.